# Обрежа, Григоре
Григоре Обрежа (рум. Grigore Obreja; 6 ноября 1967, Сомова — 29 мая 2016) — румынский гребец-каноист, выступал за сборную Румынии в конце 1980-х — середине 1990-х годов. Бронзовый призёр летних Олимпийских игр в Атланте, чемпион мира, победитель многих регат национального и международного значения.

## Биография
Родился 6 ноября 1967 года в коммуне Сомова, жудец Тулча.
33-кратный чемпион Румынии по гребле на каноэ.
Первого серьёзного успеха на взрослом международном уровне добился в 1988 году, когда попал в основной состав румынской национальной сборной и благодаря череде удачных выступлений удостоился права защищать честь страны на летних Олимпийских играх в Сеуле (1988). Вместе с напарником Георге Андриевым занял седьмое место на дистанции 500 метров и шестое — на дистанции 1000 метров.
На чемпионате мира в Мехико (1994) в экипаже двойки на пятистах метрах завоевал золотую медаль. Позже представлял страну на Олимпийских играх в Атланте (1996), где со своим давним партнёром Георге Андриевым выиграл в полукилометровом заезде двоек бронзу — на финише их обошли только гребцы из сборных Венгрии и Молдавии. Вскоре после завершения олимпийского турнира  принял решение завершить карьеру профессионального спортсмена.
Эмигрировал во Францию, где он тренировал гребцов в клубе AS Mantaise в Mantes-ла-Жоли. Он также работал спортивным директором в коммуне Бюшле.